# Troglosironidae
Troglosironidae – rodzina pajęczaków z rzędu kosarzy i podrzędu Cyphophthalmi zawierająca 13 opisanych gatunków z jednego rodzaju: Troglosiro.

## Budowa ciała
Drobne, bezokie kosarze o długości ciała dochodzącej maksymalnie do 2,5 mm.

## Występowanie
Kosarze te są endemitami Nowej Kaledonii, gdzie bytują w ściółce leśnej i jaskiniach.

## Nazwa
Nazwa rodzajowa Troglosiro pochodzi od nazwy rodzaju Siro i starogreckiego troglos oznaczającego jaskinię. Nawiązuje do środowiska w jakim bytuje jeden z gatunków.

## Systematyka
Rodzina liczy 13 gatunków należących do jednego rodzaju:
- Troglosiro aelleni Juberthie, 1979
- Troglosiro brevifossa Sharma & Giribet, 2009
- Troglosiro juberthiei Shear, 1993
- Troglosiro longifossa  Sharma & Giribet, 2005
- Troglosiro monteithi Sharma & Giribet, 2009
- Troglosiro ninqua Shear, 1993
- Troglosiro oscitatio Sharma & Giribet
- Troglosiro platnicki Shear, 1993
- Troglosiro raveni Shear, 1993
- Troglosiro sheari Sharma & Giribet, 2009
- Troglosiro tillierorum Shear, 1993
- Troglosiro urbanus Sharma & Giribet, 2009
- Troglosiro wilsoni Sharma & Giribet, 2009